# Sent Pèr e Sent Simon
Sent Pèr e Sent Simon (en francès Saint-Pé-Saint-Simon) és un municipi francès situat al departament d'Òlt i Garona i a la regió de la Nova Aquitània. Va ser format de la unió dels antics municipis de Sent Pèr de Bolonha i Sent Simon.

## Demografia
| 1962                                       | 1968 | 1975 | 1982 | 1990 | 1999 | 2007 |
| ------------------------------------------ | ---- | ---- | ---- | ---- | ---- | ---- |
| 204                                        | 258  | 228  | 221  | 199  | 211  | 215  |
| Des de 1962: població sense dobles comptes |      |      |      |      |      |      |

## Administració
| Període   | Identitat          | Partit |
| --------- | ------------------ | ------ |
| 2001-2008 | Claude Saint-Orens |        |
| 2001-     | Véronique Lupiac   |        |